# Максим Венгеров
Максим Олександрович Вегнеров (рос. Максим Александрович Венгеров; 20 серпня 1974, Новосибірськ) — ізраільський скрипаль.

## Біографія
Батько — Олександр Вегнеров, гобоїст. Мати — Лариса, керувала музичною школою, також керувала хором в дитячому притулку.
Вже у п'ятирічному віці він виступив на професійній сцені, а у 7 років – зіграв концерт Фелікса Мендельсона.
Вже у 4 роки 8 місяців Максим почав навчатися грі на скрипці у заслуженого діяча мистецтв Галини Турчанинової, а у 5 років він уперше виступив у ролі виконавця у майстер-класі свого педагога перед викладачами музики Пермської області. Коли Г.С. Турчанинову перевели до Центральної музичної школи при Московській консерваторії, вона тут же вимагала привезти Максима для подальшого навчання. Таким чином Максим із бабусею та дідусем переїхали до Москви, де його перебування тривало три роки. Повернувшись до Новосибірська він вступив до класу професора Захара Нусимовича Брона.
У 10 років Максим уперше взяв участь у Міжнародному конкурсі молодих виконавців ім. Венявського в Польщі та отримав 1-у премію. У 13 років разом зі своїм педагогом переїхав до Любека, де він провчився два роки у Вищій школі музики. У 1990 році Венгеров виграв міжнародний конкурс імені Карла Флеша в Лондоні, де отримав 1-у премію та приз глядацьких симпатій. У тому ж році сім'я Венгерових приїхала до Ізраїлю на запрошення диригента Зубіна Мети та скрипаля Ісаака Стерна. У 1991 році після успішних виступів з Ізраїльським філармонічним оркестром, Максима було запрошено до гастрольної поїздки Америкою, де виступаючи з кращими оркестрами світу він дав свій перший майстер-клас у Каліфорнійському університеті в Лос-Анджелесі.
У 1990 Венгеров переїхав до Ізраіля з батьками та бабусею коли йому виповнилось 16. Він навчався в Єрусалимській академії музики та танцю. Він розповів в інтерв'ю, що Ізраіль "в його генах" та "його серце та душа назавжди належить Ізраілю". В 2006 Венгеров заснував музичну школу "Musicians of Tomorrow" на півночі Ізраіля. Має будинок в місті Мигдаль біля Тиверіадського озера. Брав участь у низці заходів, присвячених вшануванню пам'яті жертв Голокосту.
У 2005 році під час відпуски він пошкодив праве плече піднімаючи штангу. Йому довелось провести операцію та цілий рік відновлюватись. Після одуження Максим не міг повернутись до гри на скрипці та зацікавився диригуванням.
Перший виступ Максима Венгерова як диригент пройшов на запрошення Валерія Гергієва в Маріїнському театрі Санкт-Петербурга. З 26 років Максим брав уроки диригування у учня Іллі Мусіна — Вага Папяна, консультувався з уславленими диригентами Валерієм Гергієвим, Володимиром Федосєєвим, а з 2009 року почав займатися під керівництвом видатного диригента, професора Юрія Симонова.
У 2010 був призначений першим диригентом оркестру на Фестивалі ім. Менухіна в м. Гштаад, Німеччина.
У червні 2014 року Максим закінчив інститут ім. Іполитова-Іванова у маестро Симонова і відразу ж вступив до нього в аспірантуру зі спеціалізації оперне диригування.
У 2019-2020 роках Венгеров виступав разом із Державним симфонічним оркестром Вірменії. Він є амбасадором та запрошеним професором в музичній академії ім. Менухін та запрошеним професором скрипки в Королівському коледжі музики. Окрім навчання він також входив до складу журі численних музичних конкурсів, в тому числі Міжнародний конкурс молодих скрипалей ім. Ієгуді Менухін, Конкурс диригентів ім. Донателли Флік, та Конкурс скрипалів ім. Генрика Венявського.

## Нагороди
За визначні заслуги у виконавському мистецтві Максим Венгеров був удостоєний премії Gloria, заснованої Мстиславом Ростроповичем та Премії ім. Д.Д. Шостоковича, що вручається Благодійним фондом Юрія Башмета.
- 1984: переможець Міжнародного конкурсу скрипалів ім. Кароля Ліпінського та Генрика Венявського
- 1990: переможець міжнародного коркурсу ім. Карла Флеша, Лондон
- 1994, 1995: двічи Gramophone Classical Music Awards
- 1995, 1996, 1998, 2003, 2004: п'ять нагород Edison Classical Music Awards
- 1997, 2003: двічи Премія ЕХО
- 2003: Grammy Award for Best Instrumental Soloist(s) Performance (with orchestra)[en]
- 2004: Classical BRIT Awards
- 2007: Кришталева нагорода World Economic Forum ("щорічна нагорода для провідних митців, чиє лідерство надихнуло на інклюзивні та сталі зміни")

## Інструмент
Максим Венгеров грає на скрипці Страдіварі «ex-Kreutzer» кінця 1727 року. Інструмент був придбаний у 1998 році на аукціоні Christie's за £947,500 за сприяння італійської графіні Йоко Наґае Ческіна.

## Сім'я
В 2011 Венгеров одружився з Ольгою Грінгольц. В них народились дві доньки та син. Родина живе в Монако.